# Асгард (гора)
Асгард (англ. Mount Asgard) — известная гора на острове Баффинова Земля с двумя пиками, разделёнными седловиной. Высота над уровнем моря — соответственно 2015 и 2011 метров. Считается второй по высоте горой на данном острове. Оба пика представляют собой плоские вершины цилиндрической формы.
Гора названа в честь небесного города Асгард —  обители богов-асов в германо-скандинавской мифологии.
Первое восхождение на северный пик совершено в 1953 году П. Бэйрдом, Дж. Уэбером, Дж. Марметом и Х. Рётлисбергером. Они взошли по восточной стороне северной вершины. Данный путь имеет класс VI, 5.8/5.9 A1, он остаётся самым распространённым и популярным маршрутом. 
Южный пик был покорён в 1971 году Дж. Ли, Р. Вудом, П. Клэнки, Дж. Пэвуром, Й. Камисавой и П. Кочем, с тех пор было проложено как минимум 13 маршрутов восхождения на южную и северную вершины, большинство из них требуют не только высоких скалолазных навыков, но и умелого использования искусственных точек опоры. Длина маршрутов варьирует от 800 до 1200 метров.
В 1976 году Рик Сильвестер совершил первый бейс-прыжок с горы с парашютом, на который был нанесён флаг Британского содружества; это было сделано на камеру для создания открывающих кадров фильма «Шпион, который меня любил».